# Proletären (1888)
Proletären var en tidning för Östergötlands arbetareparti. Tidningen gavs ut den 17 februari 1888 till 3 oktober 1890 och 31 oktober 1890 till 11 augusti 1893.
Tidningen trycktes i Norrköping hos Axel Norrman från 17 februari 1888 till 28 mars 1890, sedan i Stockholm hos först Valfrid Wilhelmsson 4 april till 18 april 1890. Tredje tryckeriet var C. O. Hydén i Stockholm från 2 maj 1890 till 25 mars 1892 och slutligen hos Fackföreningarnas tryckeri i Stockholm 1 april 1892 till 11 augusti 1893.
Utgivningsfrekvens var en tidning i veckan fredagar, någon gång lördag. Tidningen hade fyra sidor tryckta i antikva på folioformat med fyra spalter omväxlande med fem spalter. Priset var tre kronor. I stället för Proletären nr 41-43 1891 gav tidningen ut Kommunen nr 1 10 oktober 1891, och nr 2 den 24 oktober. 

## Kommunen
Tidning för Östergötlands Arbetareparti den 10 oktober och 24 oktober 1890. Tryckt hos C.O. Hydén med antikva. Tidningen kom ut bara med två nummer på fredagar med fyra sidor i folioformat. Utgivningsbevis för tidningen Kommunen utfärdades för skomakeriarbetaren 30 september 1890 Theodor Alfred Liljedahl. Den redigerades av Anders Hansson Janhekt.

## Utgivare och redaktörer avProletären
Utgivningsbevis för tidningen utfärdades för Gustaf Adolf Rydgren den 26 januari 1888, som i början var dess redaktör. I tidningen uppges Emil Björklund som redaktör från 4 april 1890 till den 11 april 1890. Han ersattes av Anders Hansson Janhekt från 2 maj till 3 oktober 1890 och slutligen Hinke Bergegren från 3 juli 1891 till 15 januari 1892 såsom dess redaktörer. Hälsinglands Folkblad skriver om tidningen då Hinke Berggren fyller 75 år den 22 april 1936.